# Grurup Sogn
Grurup Sogn var et sogn i Sydthy Provsti (Aalborg Stift). I 2018 blev det lagt sammen med Bedsted Sogn til Bedsted-Grurup Sogn.
I 1800-tallet var Grurup Sogn anneks til Bedsted Sogn. Begge sogne hørte til Hassing Herred (Thisted Amt). Bedsted-Grurup sognekommune blev ved kommunalreformen i 1970 indlemmet i Sydthy Kommune, som ved strukturreformen i 2007 indgik i Thisted Kommune.
I Grurup Sogn ligger Grurup Kirke. I sognet findes følgende autoriserede stednavne:
- Abildgård Mark (bebyggelse)
- Gammelby (bebyggelse)
- Grurup (bebyggelse, ejerlav)